# Volver
Volver é um filme espanhol de 2006, do gênero drama, dirigido por Pedro Almodóvar.
Foi produzido pelos estúdios Canal+ España / El Deseo S.A. / TVE / Ministerio de Cultura e distribuído pela Sony Pictures Classics / Fox Film do Brasil. A música é Alberto Iglesias, a fotografia de José Luis Alcaine, com desenho de produção de Salvador Parra, figurino de Sabine Daigeler, edição de José Salcedo e efeitos especiais de El Ranchito.

## Elenco
- Penélope Cruz .... Raimunda
- Carmen Maura .... Irene
- Lola Dueñas .... Sole
- Blanca Portillo .... Agustina
- Yohana Cobo .... Paula
- Chus Lampreave .... tia Paula
- Antonio de la Torre .... Paco
- Carlos Blanco .... Emilio

## Principais prêmios e indicações
Oscar 2007 (EUA)
- Indicado na categoria de melhor atriz (Penélope Cruz).

Globo de Ouro 2007 (EUA)
- Indicado nas categorias de melhor atriz - drama (Penélope Cruz) e melhor filme estrangeiro.

BAFTA 2007 (Reino Unido)
- Indicado nas categorias de melhor atriz (Penélope Cruz) e melhor filme estrangeiro.

European Film Awards 2006
- Venceu nas categorias de melhor diretor, melhor atriz (Penélope Cruz), melhor roteiro, melhor fotografia e melhor trilha sonora.
- Indicado na categoria de melhor filme.

Prêmio Goya 2007 (Espanha)
- Venceu nas categorias de melhor filme, melhor diretor, melhor atriz (Penélope Cruz), melhor atriz coadjuvante (Carmen Maura) e melhor trilha sonora.
- Indicado nas categorias de melhor atriz coadjuvante (Lola Dueñas e Blanca Portillo), melhor fotografia, melhor figurino, melhor maquiagem, melhor direção de produção, melhor direção de arte, melhor roteiro original e melhor som.

Festival de Cannes 2006 (França)
- Venceu nas categorias de melhor atriz (Penélope Cruz, Carmen Maura, Lola Dueñas, Blanca Portillo, Yohana Cobo e Chus Lampreave) e de melhor roteiro.

Festival de San Sebastián 2006 (Espanha)
- Recebeu o Prêmio FIPRESCI.

Prêmio David di Donatello 2007 (Itália)
- Indicado na categoria de melhor filme da União Europeia.

Prêmio César 2007 (França)
- Indicado na categoria de melhor filme estrangeiro.

Prêmio Bodil 2007 (Dinamarca)
- Indicado na categoria de melhor filme não-americano.